# Jacinto Bergmann
Dom Jacinto Bergmann (Alto Feliz, 29 de outubro de 1951) é um clérigo católico brasileiro, arcebispo da Arquidiocese de Pelotas.

## Vida
Dom Jacinto Bergmann, sexto filho de Antônio e Regina Bergmann, nasceu em Alto Feliz, Rio Grande do Sul, no dia 29 de outubro de 1951, e no dia seguinte, 30 de outubro, foi batizado na Paróquia Santo Inácio, da mesma localidade.
Após seus estudos primários em sua terra natal, de 1957 a 1963, ingressou no Seminário Menor São José, da Arquidiocese de Porto Alegre, em Gravataí, cursando nos anos de 1964 a 1970 os estudos secundários.
De 1971 a 1974 fez o curso superior de filosofia no Seminário Maior Nossa Senhora da Conceição, em Viamão. A licenciatura em teologia foi adquirida de 1973 a 1976, no Instituto de Teologia e Ciências Religiosas da Pontifícia Universidade Católica do Rio Grande do Sul, em Porto Alegre.

## Sacerdócio
Foi ordenado sacerdote no dia 30 de outubro de 1976, na capela Bom Jesus do Carmelo de São Leopoldo.
Iniciou seu exercício sacerdotal como vigário paroquial na Paróquia São Pedro, em Porto Alegre, de 1977 a 1981. Fez mestrado em Ciências Bíblicas, no Pontifício Instituto Bíblico, em Roma; e na Escola Superior de Teologia Sankt Georgen, em Frankfurt, nos anos de 1981 a 1986.
De volta ao Brasil, de 1986 a 1993, foi professor de Exegese do Antigo Testamento, no Instituto de Teologia e Ciências Religiosas da Pontifícia Universidade Católica do Rio Grande do Sul, em Porto Alegre; no Centro de Estudos Teológicos João Vianney, no Seminário Maior de Viamão; no Instituto de Teologia Paulo VI em Pelotas; no Instituto Missioneiro em Santo Ângelo; na Escola Superior de Teologia e Espiritualidade Franciscana em Porto Alegre; no Instituto de Teologia em Cascavel e no Centro Universitário La Salle em Canoas, intercalando a função de assessor da Pastoral da Juventude na Arquidiocese de Porto Alegre e diretor do Centro de Estudos Teológicos João Vianney, em Viamão.
Em 1994, fez uma atualização em Ciências Bíblicas na Faculdade de Teologia, em Trier, Alemanha.
De 1995 a 2000 continuou o magistério em Exegese, ao mesmo tempo que assumiu trabalhos de coordenação pastoral na Arquidiocese de Porto Alegre, tornando-se de 1997 a 2000 o Coordenador de Pastoral da mesma.

## Episcopado
Assumiu em 2001 o cargo de Subsecretário de Pastoral na CNBB, em Brasília. No dia 8 de maio de 2002, o Papa João Paulo II o nomeou bispo titular de Ausuccura e auxiliar na Diocese de Pelotas.
Foi ordenado bispo na Catedral São Francisco de Paula, em Pelotas, por Dom Jayme Henrique Chemello, no dia 14 de julho de 2002.
No dia 15 de junho de 2004, o Papa João Paulo II nomeia Dom Jacinto como bispo da Diocese de Tubarão, em Santa Catarina. Durante seu episcopado em Tubarão foi beatificada a Serva de Deus Albertina Berkenbrock, no dia 20 de outubro de 2007.
De 2002 a 2004 foi o bispo responsável pelas Comunicações Sociais do regional Sul-3 da CNBB. Desde 2004 foi o coordenador da Comissão Episcopal Bíblico-Catequética e Missionária do regional Sul-4 da CNBB. Em âmbito nacional, de 2007 até 2011 foi membro da Comissão Episcopal Pastoral para a Animação Bíblico-Catequética da CNBB.
Dom Jacinto Bergmann foi nomeado pelo Papa Bento XVI como bispo da Diocese de Pelotas no dia 1º de julho de 2009, sucedendo Dom Jayme Henrique Chemello, ex-presidente da CNBB; toma posse da diocese no dia 27 de setembro de 2009, dia em que a Igreja Católica no Brasil celebra o Dia da Bíblia.
No dia 13 de abril de 2011 o Papa Bento XVI o elevou a dignidade de arcebispo, data da criação da Província Eclesiástica de Pelotas.
No dia 11 de maio de 2011 foi eleito Presidente da Comissão Episcopal Pastoral para a Animação Bíblico-Catequética da CNBB, período concluído em 2015.
Em 25 de junho de 2011 teve seu nome divulgado como membro suplente do Conselho Econômico da CNBB.

## Lema e brasão
Lema: In nomine Trinitatis (em nome da Trindade).
Brasão: O lema de vida sacerdotal de Dom Jacinto: Eis me aqui, Senhor!, já vivido nos seus anos de ministério presbiteral, está simbolizado nas mãos abertas colocadas sobre o fundo branco na base do brasão. Quer significar a disponibilidade generosa ao serviço do Reino na Igreja, numa atitude de total despojamento (cf. 2Cor 10, 17-18; 11, 30; 12, 9-10 e Fl 2, 6-11).
A Palavra de Deus, a qual ocupou a maior parte do tempo de sua vida sacerdotal (como estudante e professor de exegese), está simbolizada no livro aberto sobre o fundo verde no lado direito (de quem olha para o brasão). Quer significar a luz e a esperança que a Palavra de Deus é para nossa vida, apontando “o que é bom e o que o Senhor exige, ò homem: é só amar a misericórdia, praticar a justiça e viver humildemente com Deus” (cf. Mq 6, 6-8).
O Magistério da Igreja, que é o sustentáculo do mistério da Igreja, simbolizado na cruz em amarelo-ouro que atravessa de alto a baixo o brasão. Quer significar a missão do bispo como pastor que guia, ensina e santifica o rebanho a ele confiado (cf. Lumen Gentium, 24 e 27).
A Santíssima Trindade, que é o princípio e o fim da Comunhão-Igreja, simbolizada nos três círculos interligados situados sobre o fundo amarelo-ouro no lado esquerdo (de quem olha para o brasão): o círculo azul, simbolizando Deus Pai criador; o círculo vermelho, simbolizando Deus Filho redentor e o círculo verde, simbolizando Deus Espírito Santo consolador. Quer significar o sonho, de Dom Jacinto, em viver o episcopado, em nome do Pai e do Filho e do Espírito Santo (cf. Mt 20, 16-20).